# Веласкес, Виктория
Ниноска Виктория Рисбьерг Веласкес (дат. Ninosca Victoria Risbjerg Velásquez, род. 18 июля 1991, Копенгаген) — датский политический деятель. Член партии Красно-зелёная коалиция. Депутат фолькетинга с 5 июня 2019 года. Представитель Дании в Парламентской ассамблее Совета Европы, член группы Европейские объединённые левые и член Комитета по равноправию и недискриминации с 30 сентября 2019 года.

## Биография
Родилась 18 июля 1991 года в Копенгагене. Дочь Клауса Рисбьерга Йенсена (Claus Risbjerg Jensen) и Юнис Веласкес Самора (Eunice Velásquez Zamora).
В 2001—2008 годах — в Датском скаутском корпусе. В 2008—2011 годах — занимала различные должности в школьном совете гимназии Видовре Аведёре и Датской ассоциации старшеклассников (Danske Gymnasieelevers Sammenslutning, DGS).
В 2012—2017 годах окончила факультет гуманитарных наук и технологий Университет Роскилле в Роскилле, получила степень магистра социальных наук (cand.soc.). В 2014—2016 годах была членом и заместителем председателя Совета по исследованиям факультета.
В 2007—2018 годах занимала различные должности в некоммерческой организации Den Sociale Udviklingsfond (SUF).
В 2009—2013 годах занимала различные должности в профсоюзе HK Denmark. В 2011—2014 годах работала консультантом Национальной ассоциации студентов бизнес-школ (LH), в 2014—2016 году — консультантом в профсоюзе PROSA, в 2016—2018 годах — консультантом в профсоюзе HK Denmark.
С 2014 года была активисткой и занимала различные должности в группах Fremtidsfighters, Unge ta'r ansvar, Tilflugt i Kirken, Stop Castor (против поездов в хранилище радиоактивных отходов Горлебен), Næstehjælperne и FUA. В 2015—2016 годах — член национального комитета молодёжного профсоюза HK Ungdom. В 2016—2019 годах — судебный заседатель Суда Копенгагена.
В 2009 году была кандидатом на местных выборах в коммуне Видовре от партии Красно-зелёная коалиция.
Была кандидатом на выборах в Европейский парламент в Дании 2014 года от Народного движения против ЕС.
С 2014 года член руководства партии Красно-зелёная коалиция. С 2015 года была кандидатом в депутаты в избирательном округе Фюн. Избрана депутатом по результатам парламентских выборов 2019 года.
В четвертом квартале 2022 года в Дании было в общей сложности 904 012 иммигрантов и их потомков. Это больше, чем каждый седьмой. У депутатов фолькетинга Виктории Веласкес и Кристины Олумеко (Альтернатива) один из родителей — иммигрант, а второй — гражданин Дании. Только у депутатов Самиры Навы (Радикальная Венстре) и Моники Рубин (Умеренные) оба родителя — иммигранты.